# 日本鉄道技術協会
一般社団法人日本鉄道技術協会（にっぽんてつどうぎじゅつきょうかい, 英: Japan Railway Engineers' Association）とは、日本の鉄道に関する技術の総合的な調査研究等を行う一般社団法人である。以前は国土交通省鉄道局所管の社団法人だったが、公益法人制度改革に伴い、2011年4月1日に一般社団法人に移行した。略称はJREA。

## 概要
1947年2月に、当時の運輸省鉄道総局（のちの国鉄、現在のJRグループ）の技術幹部を中心に、国鉄・民鉄・産業界問わず鉄道技術者の連携のために設立した。
自主調査研究（総合安全調査研究会）、国などからの調査研究の受託、海外鉄道技術調査団の派遣、会誌の発行、講演会や見学会の開催などを主な業務としている。過去には、軽快電車の開発（一時は所有も）したこともある。

## 日本鉄道サイバネティクス協議会
日本鉄道サイバネティクス協議会は、鉄道におけるサイバネティクスに関する技術の調査研究、規格策定等のために、1963年に設立された協議会である。当時は事務局を日本鉄道技術協会においていただけだが、1985年に併合して、特定部会として活動している。この協議会で策定された標準化規格は、サイバネ規格と通称される（CJRC規格とも呼ばれることもある）。主に磁気乗車券（特に、クレジットカード等より若干幅の広い、磁気プリペイドカードのサイズはサイバネ規格によるもの）、ICカード乗車券（Suicaなどが準拠、ただしSuicaのサイズ等はISO規格ベースである）、駅コード（サイバネコード）などの規格がある。また協議会に参加するためには多額の年会費を払う必要があり、その費用が負担となるため参加せず独自規格でICカードを導入している事業者もある。